# ワルサー モデル9
ワルサー モデル9（ドイツ語: Walther Modell 9）は戦間期から第二次世界大戦にかけてドイツで製造されていた小型自動拳銃である。

## 概要
モデル9はワルサー社が製造した半自動拳銃である。本銃はストライカー方式の撃発機構が採用され、非常にコンパクトな拳銃として設計されていたが、信頼性の面ではあまり優れた製品ではなかったとも言われており、ストライカースプリングが長時間の圧縮によってへたり、雷管を打撃するのに十分な力を持たなくなるなどして作動不良を起こす例が見られた。
実包は小型自動拳銃としては一般的な .25ACP弾を使用し、弾倉には6発が装填可能であった。 
なお、モデル9の外見や仕様はファブリック・ナショナル社のブローニング・ベビーに類似しているが、これよりも銃本体のサイズが若干小さかった。